# Бромбензилцианид
Бромбензилцианид (Bromobenzyl cyanide, BBC), камит (фр. Camite, CA) — боевое отравляющее вещество, относящееся к группе лакриматоров, которое применялось войсками Антанты в Первой мировой войне.

## Физические свойства
Чистый бромбензилцианид (2-бром-2-фенилацетонитрил, или нитрил фенилбромуксусной кислоты) представляет собой легкоплавкие кристаллы белого, желтоватого или слабо розового цвета либо бесцветные, технический продукт — кристаллы красновато-коричневого или зеленоватого цвета. Мало растворим в воде, хорошо растворим в эфире, бензоле, этаноле и других растворителях.

## Химические свойства
Химически стоек. Медленно гидролизуется водой. Устойчив к действию окислителей. Разъедает сталь и большинство других металлов (разлагаясь при этом), для хранения требует оболочки из стекла, фарфора или свинца, из-за чего практически вышел из употребления в войсках.

## Токсические свойства
Минимальная раздражающая концентрация в воздухе равна 0,00015 мг/л, непереносимая (в течение 2 минут) = 0,004 мг/л. Летучесть (0,13 мг/л при 20 °С) достаточна для создания непереносимой концентрации при комнатной температуре.
Защита от поражения — противогаз.